# Zhang Qinlin
Zhang Qinlin (1888-1967) fut un professeur d'art martial influent, et le chef de file du style Yangjia Michuan (Transmission Secrète de la Famille Yang) de Tai Chi Chuan.  En 1929, Zhang a remporté le All China Fighting Championship dans la catégorie mains nues.

## Biographie
Issu d'une famille modeste, Zhang est né dans le comté de Xingtai dans la province de Hebei en Chine en 1888. Ses parents décédés alors qu'il était très jeune, Zhang chercha dès l'âge de 12 ans un maître d'art martial.  Parti à la rencontre de la famille Yang pour apprendre le Tai-chi style Yang, il commença ses études auprès de Yang Chengfu sous la direction de son père, Yang Jianhou.  Durant ses premières années d'entraînement avec Chengfu, on ne lui apprît que le style Yang officiellement enseigné aux étudiants extérieurs à la famille Yang.  Après que Zhang ait remporté une compétition contre Wan Mou, un maître originaire du sud de la Chine,  Yang Jianhou décida que le jeune disciple avait gagné le droit d'apprendre le Yangjia Michuan.  Toutes les nuits entre trois et cinq heures du matin pendant que les autres élèves dormaient, Zhang se rendait dans les quartiers de Jianhou.  C'est alors que  Jianhou enseigna à Zhang la tradition du Yangjia Michuan Taiji Quan  en plus de son entraînement quotidien.

## Compétitions et Enseignements
En 1929, le gouvernement chinois organisa le All China Fighting Championship, une compétition nationale de boxe chinoise.  Chaque province devait y envoyer deux représentants – un pour la catégorie armes et un pour la catégorie mains nues - à Nanjing, la capitale chinoise de l'époque.  Zhang, qui était commerçant en fourrure et avait demandé à déménager au Shanxi en 1925, gagna la compétition régionale pour la province, puis la compétition nationale.
Après avoir déménagé au Shanxi, Zhang chercha un étudiant à qui il puisse transmettre les enseignements de la famille Yang. Zhang est réputé avoir enseigné à une dizaine de disciples.  Wang Yen-nien, qui partit pour Taipei, à Taïwan en 1949, où il vécut jusqu'à sa mort en mai 2008, fut, après Su Qigeng, le deuxième et dernier disciple de Zhang Qinlin à recevoir l'intégralité des enseignements du Yangjia Michuan Taiji Quan.